# Pallacanestro Olimpia Milano 1990-1991
Questa voce raccoglie le informazioni riguardanti la Pallacanestro Olimpia Milano nelle competizioni ufficiali della stagione 1990-1991.

## Stagione
L'Olimpia, sponsorizzata Philips, è affidata alla guida di Mike D'Antoni, al primo anno della carriera di allenatore, mentre fino alla stagione precedente guidava la squadra come play.
In Coppa Italia i lombardi eliminano in successione Tombolini Livorno, Emmezeta Udine e Clear Cantù, qualificandosi alle final four che si tengono a Bologna. Qui, il 20 febbraio 1991 la Philips supera nettamente 81 a 67 la Sidis Reggio Emilia, per incontrare il giorno dopo in finale la Glaxo Verona, da cui viene sconfitta per 85 a 97.
Nella regular season del campionato di Serie A1 l'Olimpia si classifica al primo posto (21 partite vinte su 30), davanti alla Phonola Caserta. Ai play-off, incontra nei quarti la Stefanel Trieste dell'ex Dino Meneghin e guidata dal tecnico Bogdan Tanjević, riuscendo a prevalere per due partite a una; in semifinale supera per due partite a zero Il Messaggero Roma e quindi approda in finale, contrapposta a Caserta. Le due squadre si portano sul due a due, vincendo le proprie partite in casa, pertanto si va alla bella disputata il 21 maggio 1991 al Forum di Assago e che vede la squadra campana prevalere per 88 a 97, vincendo il suo primo scudetto.

## Roster
| Naz.        | Nominativo        |
| ----------- | ----------------- |
| Italia      | Paolo Alberti     |
| Italia      | Massimiliano Aldi |
| Italia      | Fabrizio Ambrassa |
| Italia      | Fausto Bargna     |
| Italia      | Andrea Blasi      |
| Stati Uniti | Cozell McQueen    |
| Italia      | Piero Montecchi   |
| Italia      | Riccardo Pittis   |
| Italia      | Antonello Riva    |
| Stati Uniti | Jay Vincent       |

Allenatore: Mike D'Antoni,  Stati Uniti  Italia

## Mercato
Nel estate 1990 lascia il basket giocato per intraprendere la carriera di allenatore Mike D'Antoni. Salutano l'Olimpia Dino Meneghin, per rinforzare la squadra di Trieste  e  Bob Mc Adoo per giocare a Forlì. Nessuno degli americani utilizzati nella stagione precedente viene confermato mentre sono messi a contratto Jay Vincent e Cozell McQueen e torna da Roma Fausto Bargna.